# Йентхе
Йентхе (вьет. Yên Thế) — один из 9 уездов вьетнамской провинции Бакзянг. Расположен в северо-восточной части страны. Столица — город Боха. Площадь — 301 км². Население по данным на 2003 год составляет 91 934 человек. Плотность населения — 305,43 чел/км².